# Richfield (Kalifornija)
Richfield je naseljeno područje za statističke svrhe u američkoj saveznoj državi Kalifornija. Prema popisu stanovništva iz 2010. u njemu je živjelo 306 stanovnika.